# John Henry Newman
John Henry Newman, född 21 februari 1801 i London, död 11 augusti 1890 i Edgbaston, Birmingham, var en brittisk kyrkoman och teolog, kardinal, bror till Francis William Newman. Han saligförklarades den 19 september 2010 och helgonförklarades den 13 oktober 2019 av påve Franciskus. Den 31 juli 2025 godkände påve Leo XIV beslutet att utnämna Newman till kyrkolärare.
Newman var från början en evangelisk student vid Oxfords universitet och prästvigd inom Engelska kyrkan. Han drogs till den högkyrkliga grenen och han var den självskrivne ledaren för Oxfordrörelsen. 1845 avgick han som lärare vid Oxford och lämnade den Engelska kyrkan för att istället konvertera till den romersk-katolska kyrkan. Han prästvigdes kort därefter. 1879 upphöjdes han till kardinal av påve Leo XIII. 
Newman har författat flera inflytelserika litterära verk, framförallt märks: Tracts for the Times (1833–1841), Apologia Pro Vita Sua (1864), Grammar of Assent (1870), The Dream of Gerontius (1865).

## Biografi
Newman föddes 21 februari 1801 i London som den äldste i en familj av tre söner och tre döttrar. Hans far John Newman arbetade som bankman. 
13 juni 1824 vigdes Newman till anglikansk diakon i katedralen Christ Church Cathedral i Oxford. Tio dagar senare höll han sin första predikan i Holy Trinity Church i Over Worton. Han prästvigdes i den Engelska kyrkan på Trefaldighetsöndagen den 29 maj 1825 av biskopen i Oxford Edward Legge.
Newman var den självskrivne ledaren för Oxfordrörelsen, men han konverterade 1845 till Romersk-katolska kyrkan. Han grundade senare en kommunitet av präster tillhörande oratorianernas kongregation i Birmingham. Som teolog betonade han starkt den kristna trons historiska utveckling, vilket vid denna tid väckte misstro hos kyrkoledningen. 
Newman utnämndes dock den 12 maj 1879 till kardinaldiakon med San Giorgio in Velabro som titelkyrka av påve Leo XIII. Hans skrifter omfattar 40 volymer och 21 000 av hans brev är bevarade. Mest känd är hans självbiografiska Apologia pro vita sua (1864).
Newmans kanoniseringsprocess inleddes 1958. Påve Johannes Paulus II utnämnde den 22 januari 1991 Newman till venerabilis, ’vördnadsvärd’, som är andra steget i kanoniseringsprocessen. Den 19 september 2010 saligförklarades John Henry Newman av påve Benedictus XVI.
Om helgelsen genom lidandet skrev Newman bland annat följande:
| ” | Det är då inget att förundra sig över, om några av den heliga kampens droppar, som vätte hans [Kristi] kläder, skulle falla på oss själva. Det är inget att förundra sig över, om vi skulle bli bestänkta av de sorger som han bar till försoning för våra synder. | „ |

### Senare liv och död
Efter en tids sjukdom återvände Newman till England och bodde på Birmingham Oratory fram till sin död. Från andra halvåret av 1886 började hans hälsa att svikta. Han celebrerade mässan för sista gången på juldagen 1889. Han avled av lunginflammation den 11 augusti 1890 på Birmingham Oratory.

## Teolog
Teologi definieras enligt Newman som: "vetenskapen om Gud, eller sanningarna som vi vet om Gud, satt i ett system, precis som vi har en vetenskap om stjärnorna och kallar det astronomi, eller om jordskorpan och kallar den geologi."
Omkring 1830 utvecklade Newman en distinktion mellan å ena sidan naturlig religion och å andra sidan uppenbarad religion. Uppenbarad religon är den kristna uppenbarelsen med fulländningen i Jesus Kristus. Naturlig religion hänvisar till kunskapen om Gud och gudomliga ting som förvärvats utanför den kristna uppenbarelsen. Denna kunskap om Gud är ett resultat av förnuftet med hjälp av Guds nåd.
Newman var oroad kring dogmen om påvens ofelbarhet som han menar förespråkades av en "aggressiv och oförskämt fraktion".

## Inflytande och arvet efter Newman
Newmans omvändelse säkrade den romersk-katolska kyrkan i Storbritannien prestige. Hans inflytande på katoliker var främst mot en bredare anda och ett erkännande av rollen som utveckling har i doktriner och i kyrkostyrning. Han är också ihågkommen med citatet: "To be deep in history is to cease to be a Protestant".

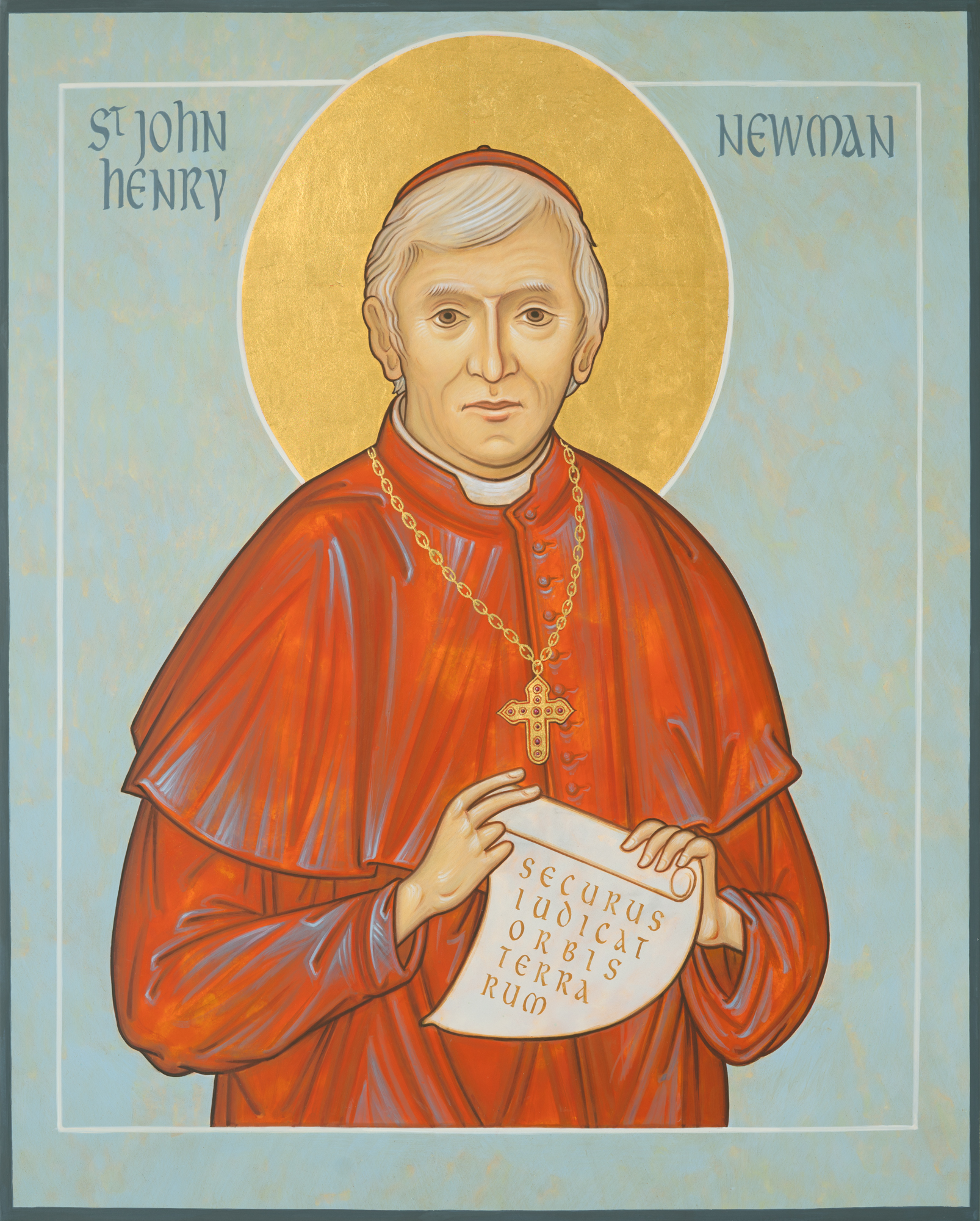
Ikon av Sankt John Henry Newman, 2022.

Kardinal Marc Ouellet som var prefekt för biskopskongregationen har uttryckt att Newman är kvalificerad att bli utnämnd till kyrkolärare. Den 31 juli 2025 bekräftade påve Leo XIV att Newman kommer att utnämnas till kyrkolärare.

## Bibliografi (i urval)

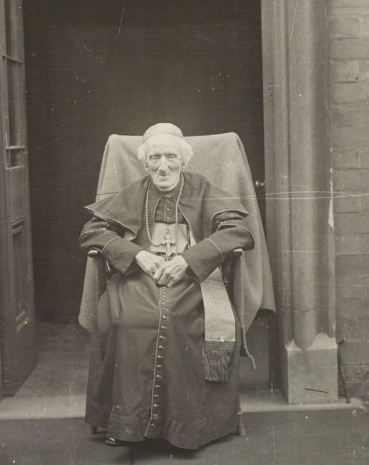
Newman, maj 1890.